# Глотова, Александра Евгеньевна
Алекса́ндра Евге́ньевна Гло́това (род. 2 марта 1985, Москва, СССР) — российская журналистка и телеведущая. Ведущая утреннего канала «Настроение» на канале «ТВ Центр».

## Биография
Александра Глотова родилась 2 марта 1985 года в Москве. 
Помимо лицея с углублённым изучением иностранных языков, училась в музыкальной школе, увлекалась бальными танцами. Закончила факультет журналистики МГЛУ им. Мориса Тореза. Свободно говорит на английском и французском языках. Уже с первого курса активно печаталась в журналах, была главным редактором нескольких модных сайтов, успела поработать моделью и переводчиком. Была главным редактором сайтов Красота Онлайн с 2002 по 2004 и Moda.Ru, Fashion.Ru с 2004 по 2006 год.
На втором курсе университета попала на телевидение. Прошла телевизионный путь «от А до Я». Начинала с «Экспертизы» на телеканале «РТР», делала рубрику «Наши в городе» на М1, была редактором-международником, корреспондентом и продюсером на «НТВ», там же вела «Звёздный завтрак» и «Интервью со звездой» на «НТВ».
В 2010 году пришла в «Настроение» на «ТВЦ», где продолжила заниматься своим любимым журналистским жанром — интервью, которому посвятила и свою дипломную работу.
Сегодня на счету Александры более 600 интервью с российскими и зарубежными звёздами. Среди них — Ричард Гир, Хью Грант, Люк Бессон, Кэмерон Диас, Антонио Бандерас, Виктория Бекхэм, Тото Кутуньо, Альбано, Ромина Пауэр, Джуд Лоу, Хью Джекман, Моника Беллуччи, Пьер Ришар, Гару, Катрин Денёв, Иэн Сомерхолдер и многие-многие другие.
С августа 2014 года стала ведущей «Настроения». Член жюри ТЭФИ в 2018 и в 2019 году. Модератор и ведущая SAP Value Awards 2019, бизнес-форума Ru Talks, общероссийского молодёжного форума Будущее.

## Личная жизнь
Замужем. Муж руководит IT-бизнесом. В июне 2022 года стала мамой.